# بلان شوكي
البلان الشوكي أو النَتش أو بِلان أو شِيرَق (باللاتينية: Sarcopoterium spinosum) نوع نباتي يتبع جنس البلان من الفصيلة الوردية.

## الموئل والانتشار
موطنه الأصلي بعض مناطق حوض البحر الأبيض المتوسط والقوقاز، حيث يوجد في بلاد الشام والمغرب العربي وقبرص وتركيا واليونان وألبانيا وكرواتيا.

## الوصف النباتي

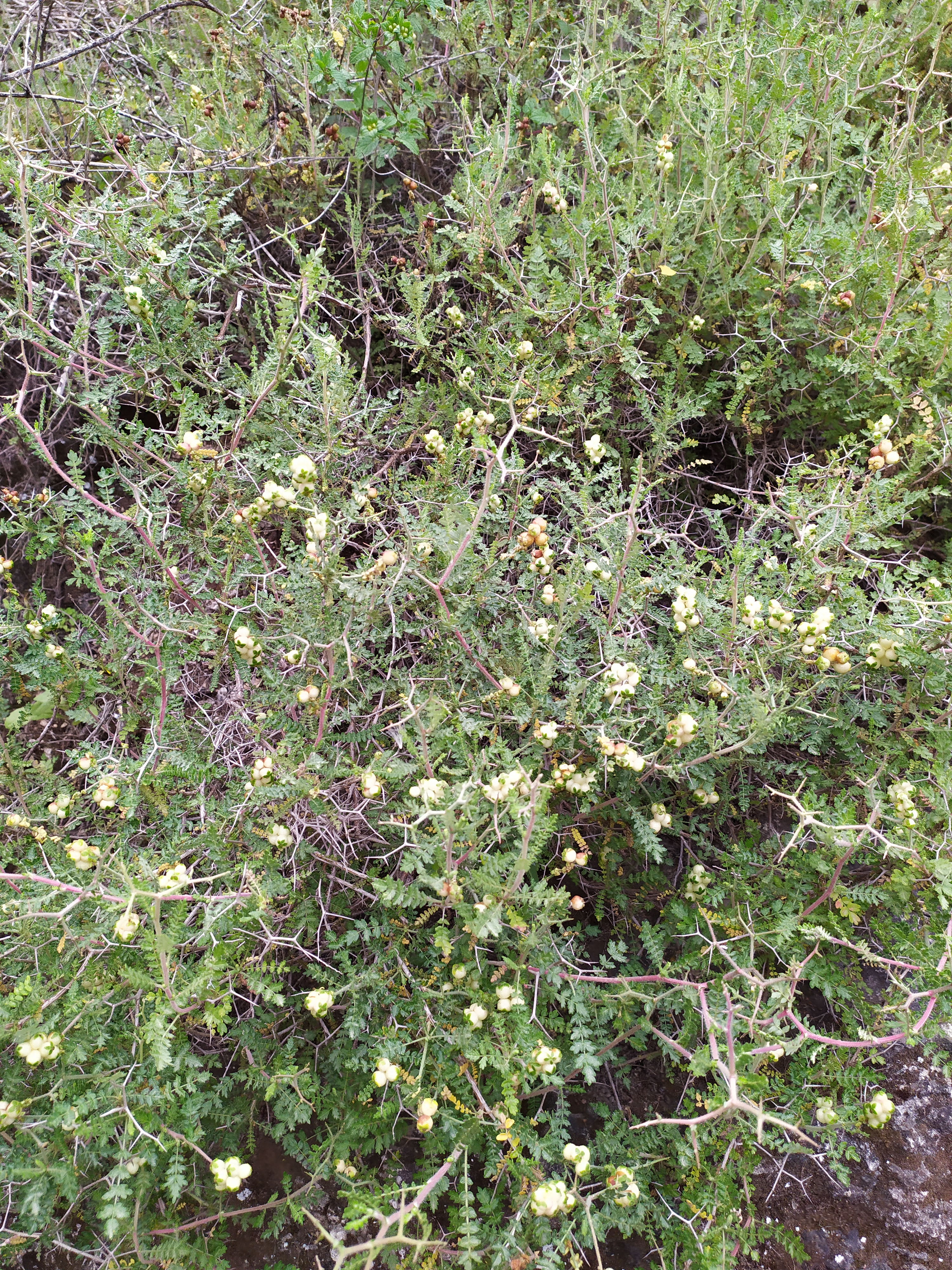
نبات النتش الجبلي

هو نبات شوكي (بالإنكليزية Prickly Shrubby Burnet وبالفرنسية Pimprenelle épineuse) الاسم العلمي للنبات Sarcopoterium spinosum. هو نبات قصير يتراوح طوله من 10- 30سم.له اوراق صغيره جدا و دقيقه و سيقان مليئه بالاشواك. ينمو بشكل كبير في بلدان حوض البحر الأبيض المتوسط. هذا النبات متعلق بالضوء فينمو بعيداً عن الأشجار ويزول وجوده عند إعادة المناطق المقطوعة الأشجار إلى أصلها.
يلفظ الاسم أحيانا بِـلاّن ويعرف البلان بأسماء أخرى باللغة العربية منها نَـتَـش وشـيـرَق وسـطـوبـي (عن اليونانية Stoibe.
يمتاز البلان بفوائد بيئية هامة فجذره القوي يثبت التربة ويحميها من الانجراف بفعل الأمطار الغزيرة، كما يعتبر نقطة التحول الأساسية في إعادة المناطق المقطوعة الأشجار الحراجية إلى أصلها، أو ما يسمى بمرحلة البلان الشوكي حيث يمثل الغطاء النباتي الخفيف والمؤلف من البلان الشوكي بشكل رئيسي والقندول والخزامى دوراً في حماية البيئة الجافة المحلية تماماً، ليس من الانجراف بل في التقليل من حدة الانجراف.
هناك قرية سورية اسمها «بللين» في محافظة حماة وتبعد حوالي 18 كم عن مدينة مصياف سميت بهذا الاسم لوجود نبات البلان بغزارة.

## مرادفات للاسم العلمي
- (باللاتينية: Poterium spinosum L.)
- (باللاتينية: Sanguisorba spinosa (L.) Bertol.)
- (باللاتينية: Pimpinella spinosa Gaertn.)